# Amaro Dauder
Amaro Dauder Guardiola (Badalona, Barcelona, España, 2 de mayo de 1932 — Cataluña, España, 8 de julio de 2003) fue un futbolista español que se desempeñaba como defensa. Su hermano mayor, Vicente Dauder, fue portero del Atlético de Madrid entre otros equipos y entrenador posteriormente.

## Clubes
| Club                 | País   | Año       |
| -------------------- | ------ | --------- |
| C. E. Sabadell F. C. | España | 1956-1957 |
| R. C. D. Español     | España | 1957-1962 |
| Real Murcia C. F.    | España | 1962-1964 |